# Francisco Del Riego
Francisco Javier Del Riego Flores (nacido el 24 de marzo de 1993) es un futbolista profesional argentino que juega como portero en CAI de Comodoro Rivadavia.

## Trayectoria
Se inició en las filas del Atlético Rivadavia, lo que antecedió a un fichaje por Gimnasia y Esgrima. Su primer club profesional de carrera fue el Villa San Carlos. Fue ascendido a su primer equipo en octubre de 2014, haciendo cinco apariciones, incluido su debut contra Deportivo Morón el 2 de octubre. Del Riego permaneció durante tres temporadas más mientras participaba en cuarenta y nueve partidos, antes de partir el 30 de junio de 2017 después de aceptar fichar por el Sportivo Patria del Torneo Federal A. Fue seleccionado veintitrés veces por el club en la campaña 2017-18. En agosto de 2018 se unió al Almagro de Primera B Nacional. 
Después de no participar con Almagro, Del Riego se dirigió al Torneo Federal A con Ferro Carril Oeste de General Pico en julio de 2019. Tras debutar en un empate a domicilio ante Cipolletti el 1 de septiembre, apareció veintitrés veces en todas las competencias por el Sportivo Independiente. Del Riego, el 9 de agosto de 2020, selló la vuelta a Almagro.
En 2022 fue fichado por Platense de Honduras. A fines de ese año dejó el club centroamericano para incorporarse a Crucero del Norte, equipo que milita en el Torneo Federal A.

## Clubes
| Club                  | País      | Año           |
| --------------------- | --------- | ------------- |
| Villa San Carlos      | Argentina | 2014-2016     |
| Sportivo Patria       | Argentina | 2017-2018     |
| Almagro               | Argentina | 2018-2019     |
| Ferro Carril Oeste    | Argentina | 2019-2020     |
| Almagro               | Argentina | 2020-2022     |
| Platense              | Honduras  | 2022          |
| Crucero del Norte     | Argentina | 2023          |
| Ferro de General Pico | Argentina | 2023 - 2024   |
| CAI                   | Argentina | 2024-presente |